# Sergio Gamerio
Sergio Gamerio (Sarkis al-Ḡamri; Sergius Gamerius, * um 1610 in Ehden, Libanon; † 1668 in Marseille) war Arabist und maronitischer Bischof.
Nach Studium (ab 1625) und Priesterweihe in Rom sowie nach einem Besuch bei Nicolas Peiresc 1635 in Aix-en-Provence bot er vor seiner Rückkehr in den Libanon im Januar 1642 Kardinal Richelieu an, für ihn im Orient griechische und orientalische Handschriften anzukaufen. Offenbar vergeblich, weil er im Verdacht stand, den Engländern und Holländern damals noch rare orientalische Drucktypen zu verkaufen. Zwischen 1648 und 1656 wirkte er, Neffe und Nachfolger des Gabriel Sionita, als Professor des Arabischen am Collège Royal zu Paris. Am 25. Januar 1658 wurde er zum maronitischen Erzbischof von Damaskus, später von Zypern bestellt, hielt sich aber ab 1659 wieder in Paris und 1662 vorübergehend in Turin auf. 1668 starb er nach einem Aufenthalt unbekannter Dauer in Marseille.